# سپیدرخ یخ‌زده
سپیدرخ یخ‌زده (نام علمی: Leucorrhinia frigida) نام یک گونه از سرده سپیدرخ‌ها است.